# کوسوکه سودا
کوسوکه سودا (انگلیسی: Kosuke Suda؛ زادهٔ ۴ فوریهٔ ۱۹۸۰) بازیکن فوتبال اهل ژاپن است.